# Legion (Mass Effect)
La piattaforma geth 2A93, conosciuta come Legion, è un personaggio immaginario presente nella serie di videogiochi Mass Effect, sviluppata da BioWare e pubblicata da Electronic Arts.

## Caratteristiche
(Patrick Weekes, Ten Things Video Games Can Teach Us: (about life, philosophy and everything))
I geth sono la specie più ricorrente come antagonista nella serie di Mass Effect, variando in dimensioni e potenza. Originariamente Legion non doveva diventare un membro della squadra, anche se la risposta generale dei fan è stata positiva, quindi il loro ruolo è stato ampliato per il resto della trilogia originale. Ciò ha avuto l'effetto collaterale di ridurre l'attenzione su altre trame minori, inclusa quella dei rachni insettoidi.
L'approccio iniziale del team di progettazione al concetto di Legion è stato quello di distinguerlo dalle sembianze degli altri geth. Schizzi di Legion con varie forme della testa o due o più fotorecettori luminosi al posto di una singola testa sono stati presentati in The Art of the Mass Effect Universe, anche se alla fine non sono stati scelti visto il cambio di idea dei creatori e degli sviluppatori. Il progetto finale incorpora alcuni pezzi dell'armatura di Shepard del primo Mass Effect, che Legion ha scelto per coprire dei danni ricevuti durante una battaglia nel suo petto.
Il personaggio è stato visto per la prima volta nel trailer inaugurale di Mass Effect 2 pubblicato nel 2009. In un video caricato da Game Informer nell'aprile 2011, il responsabile audio di Mass Effect 3 Rob Blake ha spiegato il processo "arduo" di trasformazione del dialogo parlato dell'attore D. C. Douglas di Legion nella voce desiderata per il personaggio: il suo obiettivo era quello di mantenere gli effetti sonori granulari e "scattanti" tipici della specie senza compromettere l'intonazione della performance dell'attore.

### Personaggio
(Nick Clifford, Assistente responsabile del prodotto)
Legion è il primo geth senziente e capace di parlare che incontriamo nella serie: La piattaforma di Legion, che è undici volte più potente delle piattaforme mobili geth standard, è pensata per contenere un numero di host di "intelligenze geth fondamentali" in una singola unità mobile ed è quindi in grado di gestire "l'equivalente della modalità offline".  Secondo Feketekuty, Legion potrebbe ricollegarsi agli altri gruppi geth a suo piacimento, sebbene l'intelligence della Gestalt alla fine sia un "collettivo anonimo che va in giro per conto suo". Nonostante Legion sia simile agli altri della sua specie, è capace di pensare indipendente e dimostrare attaccamento emotivo, sviluppando un fascino unico per il personaggio del giocatore. All'interno della serie, il nome "Legion" è dato da IDA in Mass Effect 2.
All'attivazione, Legion comprende di essere formato dalla coscienza Gestalt di 1 183 intelligenze artificiali in rete conosciute come geth, di abitare in un corpo robotico progettato per operare al di fuori dello spazio geth e di interagire diplomaticamente con altre forme di vita organiche. La base filosofica su cui si basa IDA è il Vangelo secondo Marco 5: 9, in particolare l'episodio dell'esorcismo del demoniaco Gerasene, che allude alla moltitudine di programmi run-time geth ospitati all'interno di Legion e all'emergere di una swarm intelligence che consiste in questi programmi interagendo localmente tra loro e con il loro ambiente. Legion è spesso rappresentato nelle scene di Mass Effect 2 e Mass Effect 3 con un fucile di precisione.

## Impatto culturale

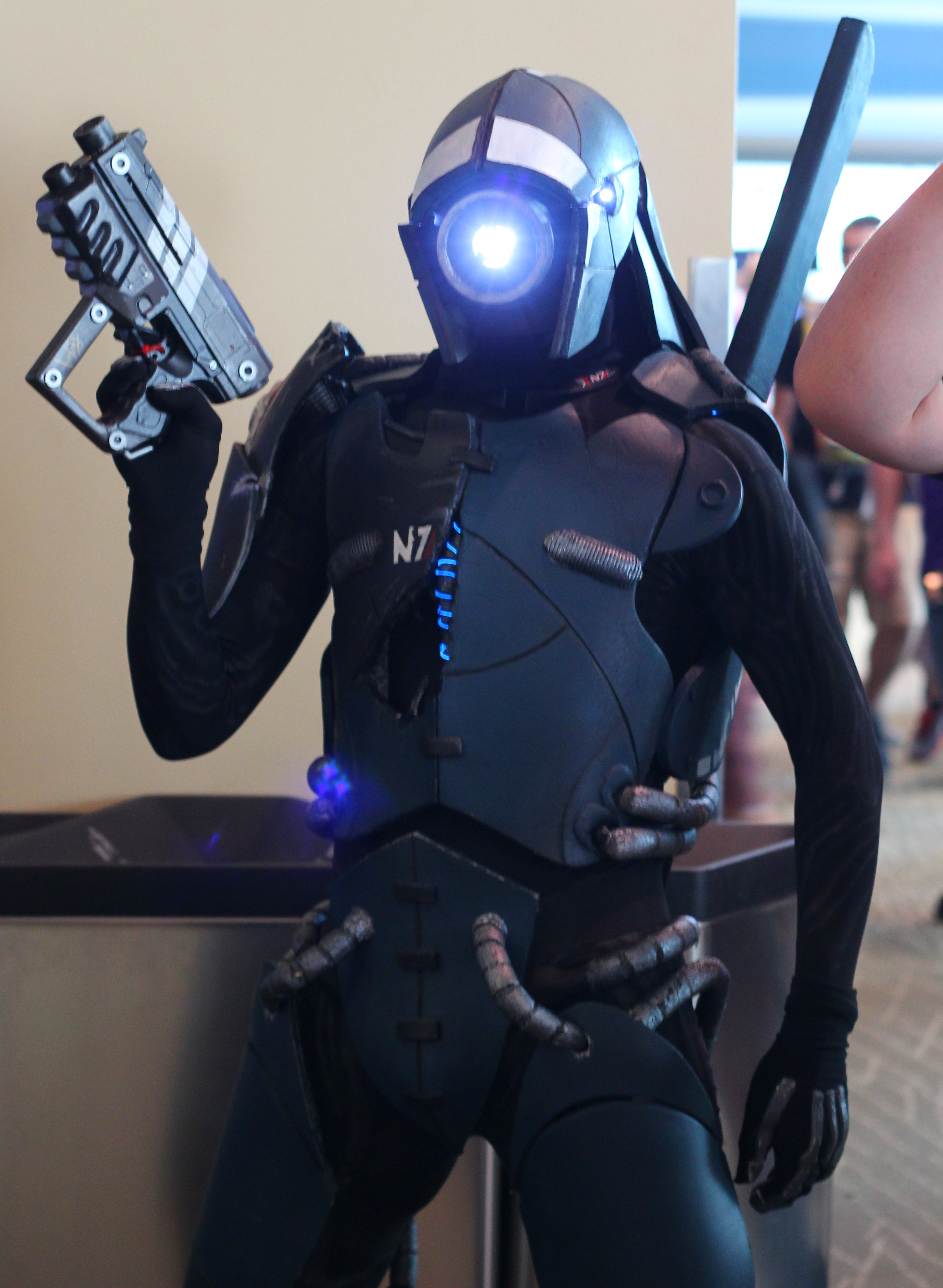
Cosplay di Legion al PAX Prime 2013

Legion e i geth continuano a essere citati altove nonostante la conclusione della trilogia. All'inizio del 2018, alcuni media hanno evidenziato le somiglianze tra la rivisitazione della serie del 1965 Lost in Space e la serie di Mass Effect, sottolineando la somiglianza del personaggio Robot con i geth di Mass Effect. Nel febbraio 2019, Comicbook.com ha notato che un gran numero di giocatori di Apex Legends hanno richiesto una skin di Legion per il personaggio Pathfinder.
La citazione di Legion, "Questa unità ha un'anima?" (in inglese Does this unit have a soul?) è stata selezionata da Gamesradar come una delle migliori citazioni di tutti i tempi. La citazione è ripresa anche dalla Universal Life Church nel loro blog e dal dispositivo Echo di Amazon. BioWare, riconoscendo il riferimento di Amazon Echo, ha risposto con un riferimento alla cultura pop.
Varie fonti hanno fatto riferimento a Legion e ai geth nelle loro discussioni sull'intelligenza artificiale nella narrativa. Nel saggio "We Are Legion: Artificial Intelligence in BioWare's Mass Effect", Thomas Faller ha paragonato la capacità di Legion e dei geth di diventare autocoscienti al cogito ergo sum della filosofia cartesiana. Faller sottolinea che l'universo di Mass Effect non limita il giocatore come le tre leggi della robotica di Asimov, ma ci dà la possibilità di vivere questi problemi in maniera più coinvolgente. Gli autori di Ten Things Video Games Can Teach Us: (about life, philosophy and everything), hanno discusso della natura di Legion e dei geth, in particolare il modo in cui si manifesta la loro intelligenza, adattabile all'idea filosofica del funzionalismo di Hilary Putnam. ITBusiness.ca ha affermato che "qualsiasi creazione rivoluzionaria sarà accompagnata da conseguenze sia buone che cattive, e ciò che sarà è spesso al di fuori del controllo dei suoi creatori" riconoscendo alla serie di aver evidenziato persuasivamente che ogni intelligenza artificiale autocosciente è migliore di qualsiasi altra IA.

### Merchandise
Come altri personaggi del franchise, Legion è stato oggetto di vari merchandising, che include un action figure e una stampa su tela di un oggetto da collezione, parodia del poster "Hope" di Barack Obama.

### Ricezione
(Nick Clifford, Assistente responsabile del prodotto)
L'accoglienza critica di Legion è stata generalmente positiva. Steven Hopper di IGN ha elencato il suo carattere come il quinto migliore di Mass Effect 2, in attesa di vedere come si sarebbe sviluppata in Mass Effect 3. Jordan Baughman di GamesRadar+ ha citato Legion come un "Kickass Robot" sulla scia di HK-47 di Star Wars: Knights of the Old Republic e di Shale di Dragon Age. Legion è classificato come il settimo miglior compagno di Mass Effect da PC Gamer ; il membro dello staff Chris Livingstone lo ha definito come "interessante" nonostante lo considerasse un cliché fantascientifico. Green Man Gaming ha incluso Legion nella loro top 5 dei migliori personaggi del franchise di Mass Effect.
Legion è uno dei personaggi più popolari e riconoscibili. Game Informer lo ha inserito nella sua classifica delle intelligenze artificiali migliori degli anni 2000. GamesRadar lo ha considerato uno dei migliori personaggi del 2010, elogiando la sua "consegna clinica decisamente meccanica" e il dialogo intrigante. Casey Lynch di IGN, credeva che Legion avesse uno dei migliori "primi incontri" di gioco con un personaggio, accentuato dal suo tema musicale. Un sondaggio pubblicato da IGN nel dicembre 2014 ha posto Legion come 18º.